# بخش مانسه
بخش مانسه (به انگلیسی: Mansa district) یک بخش در هند است که در پنجاب واقع شده‌است. بخش مانسه ۲٬۱۷۴ کیلومتر مربع مساحت و ۷۶۸٬۸۰۸ نفر جمعیت دارد.